# Dior (singolo)
Dior è un singolo del rapper statunitense Pop Smoke, pubblicato l'11 febbraio 2020 come secondo estratto dal primo mixtape Meet the Woo.

## Descrizione
È anche incluso come traccia bonus nel secondo mixtape Meet the Woo 2, nel primo album in studio Shoot for the Stars, Aim for the Moon e nella versione deluxe del secondo album in studio Faith. Il relativo remix della canzone, incluso nella versione deluxe di Meet the Woo 2, vede la partecipazione del rapper Gunna.

## Successo commerciale
In seguito al decesso del rapper, avvenuto una settimana dopo la sua pubblicazione, il brano ha iniziato a scalare la Billboard Hot 100, raggiungendo come picco la 30ª posizione. Nella Official Singles Chart del Regno Unito, il brano ha debuttato alla 74ª posizione, raggiungendo la 33ª la settimana seguente.

## Classifiche

### Classifiche settimanali
| Classifica (2020-22) | Posizione massima |
| -------------------- | ----------------- |
| Australia            | 48                |
| Austria              | 61                |
| Belgio (Fiandre)     | 70                |
| Belgio (Vallonia)    | 80                |
| Canada               | 28                |
| Danimarca            | 39                |
| Francia              | 48                |
| Germania             | 59                |
| Grecia               | 6                 |
| Irlanda              | 26                |
| Islanda              | 30                |
| Nuova Zelanda        | 38                |
| Paesi Bassi          | 64                |
| Portogallo           | 57                |
| Regno Unito          | 33                |
| Slovacchia           | 98                |
| Stati Uniti          | 22                |
| Svezia               | 53                |
| Svizzera             | 42                |

### Classifiche di fine anno
| Classifica (2020) | Posizione |
| ----------------- | --------- |
| Canada            | 76        |
| Danimarca         | 90        |
| Francia           | 84        |
| Islanda           | 65        |
| Portogallo        | 111       |
| Regno Unito       | 86        |
| Stati Uniti       | 83        |
| Svizzera          | 74        |
| Classifica (2021) | Posizione |
| Francia           | 128       |
| Islanda           | 81        |
| Portogallo        | 173       |